# Julie Carraz-Collin
Julie Carraz-Collin (25 agosto 1980) è un'ex sciatrice nordica francese attiva sia nello sci di fondo sia nel biathlon, specialità nella quale colse i migliori risultati.

## Biografia

### Carriera nello sci di fondo
Iniziò praticando lo sci di fondo; gareggiò principalmente in Coppa Continentale e prese parte ai Campionati mondiali juniores 2000.

### Carriera nel biathlon
Dal 2001 si dedicò al biathlon; in Coppa del Mondo esordì il 5 dicembre 2002 a Östersund (35ª) e ottenne il primo podio il 10 gennaio 2003 a Oberhof (3ª).
In carriera prese parte a un'edizione dei Campionati mondiali, Oberhof 2003  (28ª nella sprint il miglior piazzamento).

## Palmarès

### Biathlon

#### Coppa del Mondo
- Miglior piazzamento in classifica generale: 39ª nel 2010
- 6 podi (tutti a squadre):
  - 2 secondi posti
  - 4 terzi posti